# Письма из России
«Письма из России» — российский литературный журнал. Издаётся в Москве с 2008 года Сергеем Яковлевым при участии Льва Аннинского, Андрея Битова, Елены Зайцевой, Михаила Кураева, Валентина Курбатова, Владимира Леоновича и корреспондентов в разных городах России.
Принципиальная позиция редакции — находить и печатать новых талантливых авторов, живущих «за пределами Садового кольца» и самой столицы.
Журнал имеет объем в 200 полос. Печатает прозу, поэзию, публицистику, критику, эссеистику, документы, художественную графику. Отбор произведений ведётся по «пушкинским» критериям — «совесть и смысл». Объединение на этой основе разрозненных и нередко враждующих литературных группировок — одна из заявленных целей редакции.